# Спортивні танці на льоду

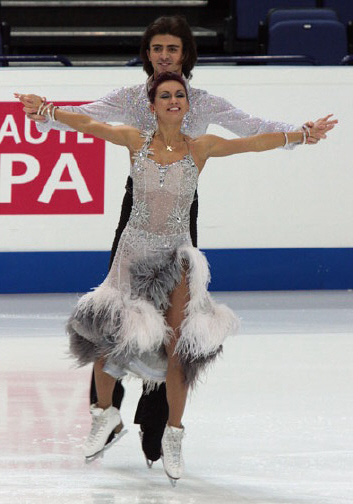
Ганна Задорожнюк і Сергій Вербилло

Спорти́вні та́нці на льо́ду — олімпійська дисципліна фігурного катання, споріднена із бальними танцями. На відміну від парного катання в спортивних танцях на льоду заборонені стрибки, викиди й використовуються тільки ті підтримки, при яких партнер не здіймає руки над головою.

## Історія
Спортивні танці на льоду зародилися пізніше від інших видів фігурного катання. Вперше змагання світового рівня були проведені в 1952, а до олімпійської програми дисципліну включили тільки в 1976.
Змагання з танців на льоду проходять у три етапи: обов'язковий танець, оригінальний танець і довільний танець. Для обов'язкового танцю Міжнародним союзом ковзанярів призначається певний темп і певні кроки, які танцюристи повинні виконати. Для оригінального танцю призначається певна тема і темп, але танцюристи можуть самі обирати музику в рамках дозволеного темпу і хореографію. Для довільного танцю хореографію, темп і музику вибирають самі танцюристи.

## Успіхи українських танцюристів
|                                                                     |  |  |
| Пам'ятна монета НБУ номіналом 2 грн., з зображенням танців на льоду |  |  |

Найбільшим успіхом українців на Олімпійських іграх були бронзові медалі Олени Грушиної та Руслана Гончарова на Туринській олімпіаді.